# Michnówka
Michnówka – wieś w Polsce, położona w województwie podlaskim, w powiecie hajnowskim, w gminie Narewka.
| SIMC    | Nazwa    | Rodzaj    |
| ------- | -------- | --------- |
| 0036877 | Borsuki  | część wsi |
| 0036883 | Cieremki | kolonia   |
| 0036890 | Dąbrowa  | kolonia   |

W latach 1975–1998 wieś administracyjnie należała do województwa białostockiego.
W czerwcu 1942 wieś spacyfikowali Niemcy. Ludność została wysiedlona a zabudowania spalono. Michnówka liczyła wtedy 42 gospodarstwa i miała ok. 170 mieszkańców.
W strukturze kościoła rzymskokatolickiego miejscowość podlega parafii św. Jana Chrzciciela w Narewce. Prawosławni mieszkańcy wsi należą do parafii Świętych Apostołów Piotra i Pawła w Lewkowie Starym.

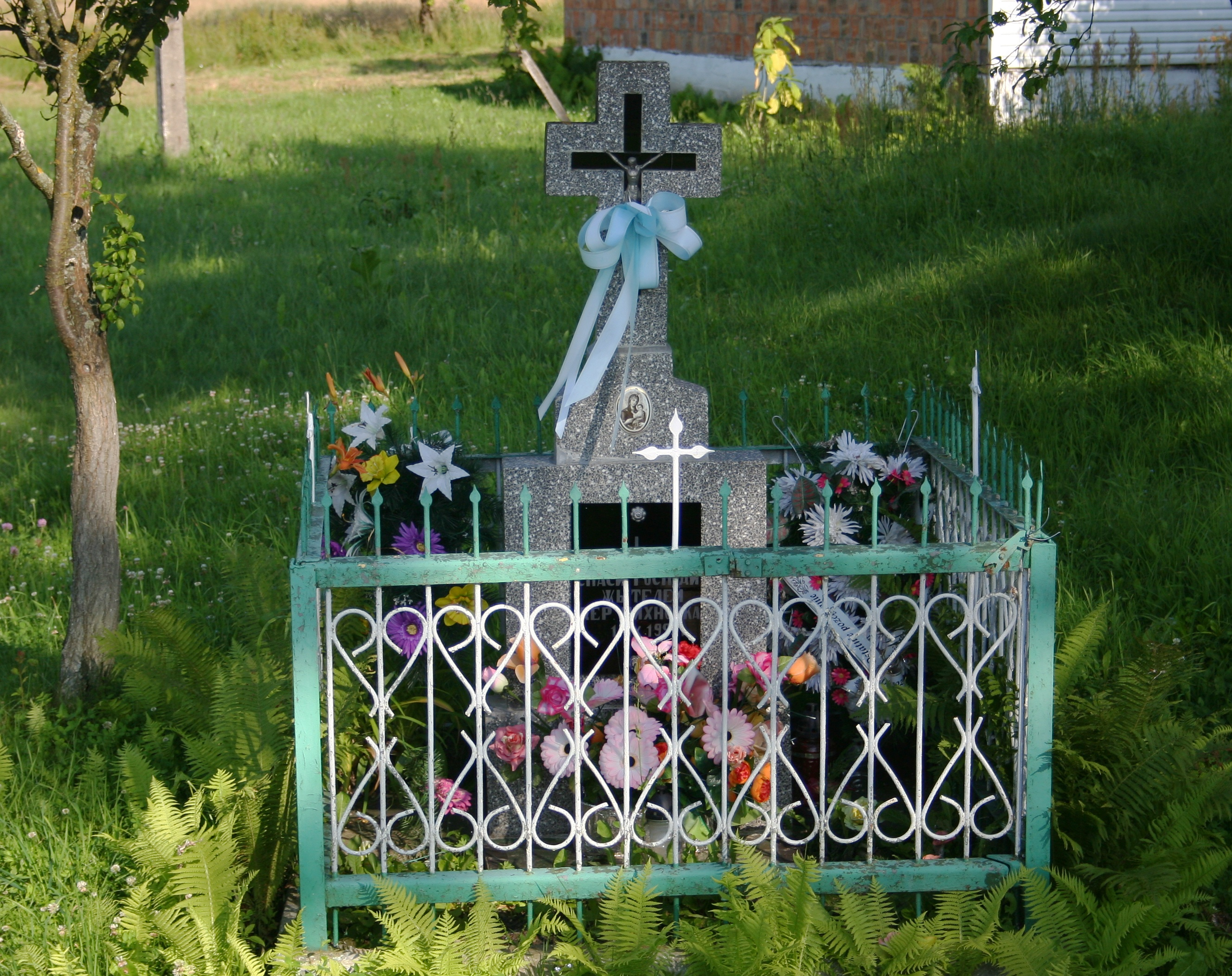
Przydrożny krzyż we wsi Michnówka